# Batuíra-de-coleira
Borrelho-de-coleira-americano ou batuíra-de-coleira (Anarhynchus collaris) é uma espécie de maçarico da família dos caradriídeos que habita da região do México à Bolívia, Argentina, Chile e em todo o Brasil. Chega a medir 15 cm de comprimento, com o alto da cabeça e partes superiores ferrugíneas, fronte, garganta e partes inferiores brancas, coleira e bico negros, pernas rosadas. Também chamada de batuíra, batuíra-da-costa, batuíra-de-colar-simples, batuituí, coleirinho, ituituí, lulutinho, maçarico-de-coleira, maçarico-pequeno e tarambola.